# 耶律題子
耶律題子（10世纪—986年），字勝隐。辽国政治人物。又名迪子，北府宰相耶律兀里之孫。
耶律題子善于弓射、绘画。保寧年間，補任御盞郎君。保寧九年（977年），出使北漢，受到劉继元礼遇。統和二年（984年），与西边详稳耶律速撒攻打陀羅斤，将其击破。統和四年（986年），北宋楊業攻下山西城邑，耶律題子在北院枢密使耶律斜軫属下討宋軍，在定安击破贺令图，任西南面招討都监。宋軍守蔚州求救外援，耶律題子察知，夜間伏兵道旁。黎明宋朝援軍经过，被辽军襲击。城中軍出，耶律斜軫迎击。蔚州宋軍和援軍都战败，敗走飛狐。贺令图敗軍来襲蔚州，耶律題子迎战击破。進軍包围寰州，冒矢石登城，寰州城陷落。耶律斜軫在朔州擒楊業，耶律題子功居很多。耶律题子击破贺令图，宋将有因伤而仆，耶律题子绘其状以示宋人，都嗟叹其神妙。当年冬，和蕭撻凜从東路攻打北宋，俘获很多。後听说宋軍屯駐易州，率兵攻打易州，至易州边境去世。

## 延伸阅读
[在维基数据编辑]
 《遼史/卷85》，出自脱脱《遼史》